# Leichtathletik-Europameisterschaften 1978/50 km Gehen der Männer

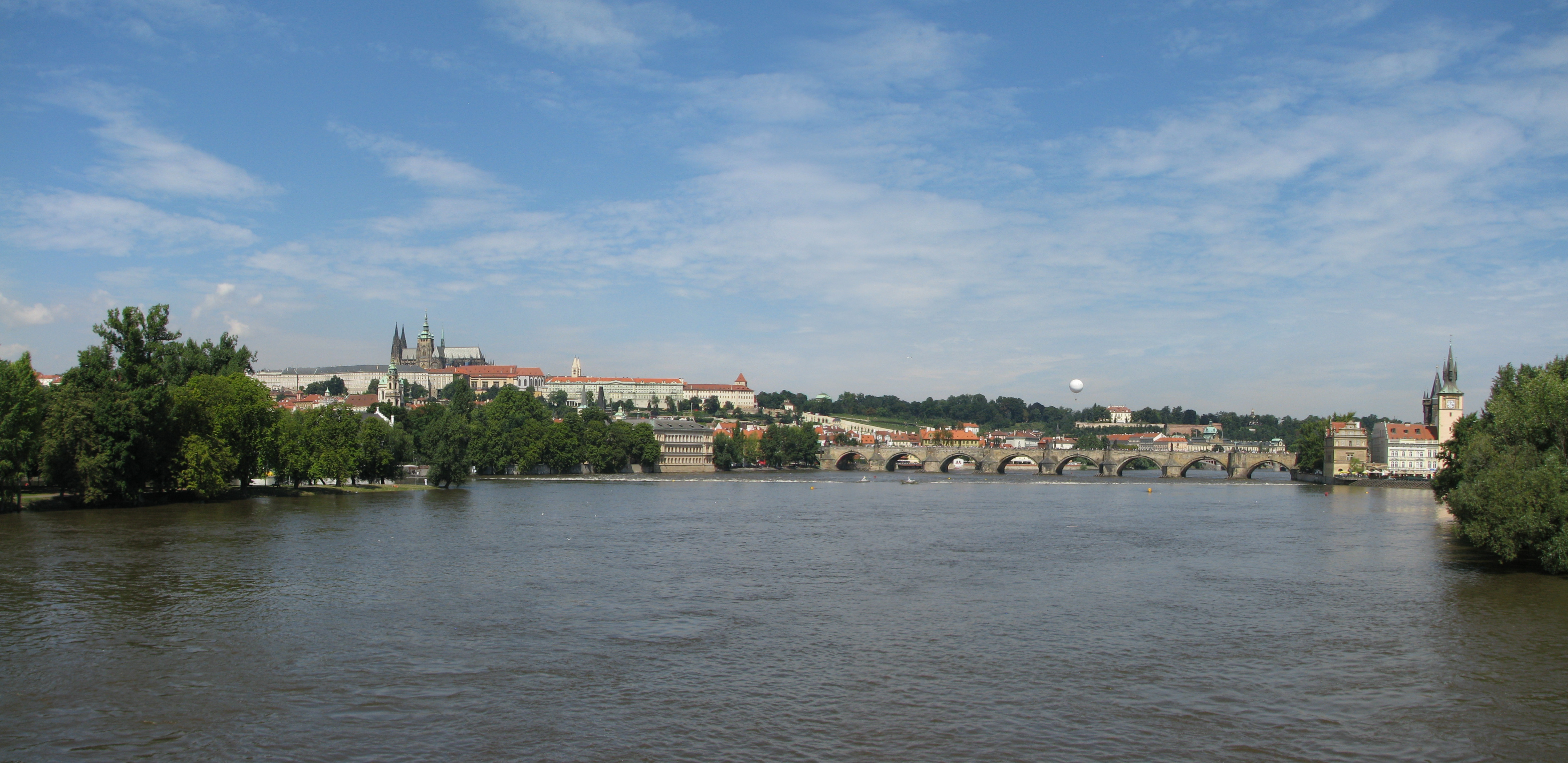
Prag im Panoramabild (Foto: 2011)

Das 50-km-Gehen der Männer bei den Leichtathletik-Europameisterschaften 1978 wurde am 2. September 1978 in den Straßen Prags ausgetragen. Im Gegensatz zu den Olympischen Spielen – dort hatte es 1976 nur den Gehwettbewerb über zwanzig Kilometer gegeben – wurde diese Disziplin nicht aus dem Wettkampfkalender gestrichen. Von 1980 an war das 50-km-Gehen dann auch wieder ausnahmslos Teil des olympischen Programms.
Europameister wurde der Spanier Jorge Llopart. Den zweiten Platz belegte der sowjetische Europameister von 1971 und Olympiazweite von 1972 Weniamin Soldatenko. Bronze ging an den Polen Jan Ornoch.

## Rekorde / Bestleistungen

### Bestehende Bestmarken
| Weltbestzeit         | 3:41:20 h   | Raúl González   | Poděbrady, Tschechoslowakei heute (Tschechien) | 11. Juni 1978   |
| Europabestzeit       | 3:51:39 h   | Reima Salonen   | Turku, Finnland                                | 17. Juni 1978   |
| Meisterschaftsrekord | 3:59:05,6 h | Christoph Höhne | EM Rom, Italien                                | 14. August 1974 |

Anmerkung:

Rekorde wurden damals im Marathonlauf und Straßengehen wegen der unterschiedlichen Streckenbeschaffenheiten mit Ausnahme von Meisterschaftsrekorden nicht geführt.

### Rekordverbesserung
Der spanische Europameister Jorge Llopart verbesserte den bestehenden EM-Rekord am 2. September um 5:35,7 min auf 3:53:29,9 h. Zur Europabestzeit fehlten ihm 1:50,9 min, zu Weltbestzeit 12:09,9 min.

## Durchführung
Hier gab es keine Vorrunde, alle 32 Geher traten gemeinsam zum Finale an.

## Legende
Kurze Übersicht zur Bedeutung der Symbolik – so üblicherweise auch in sonstigen Veröffentlichungen verwendet:
| CR  | Championshiprekord                       |
| DNF | Wettkampf nicht beendet (did not finish) |
| DSQ | disqualifiziert                          |

## Ergebnis

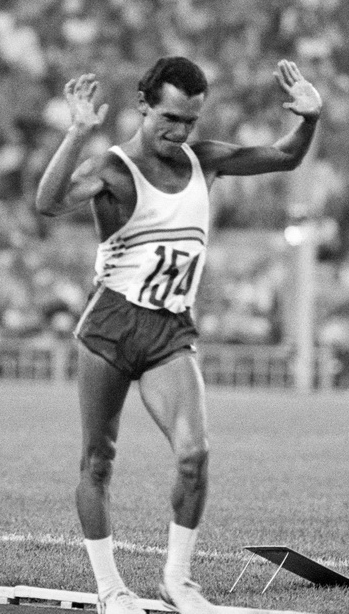
Europameister Jorge Llopart – 1980
wurde er Olympiazweiter

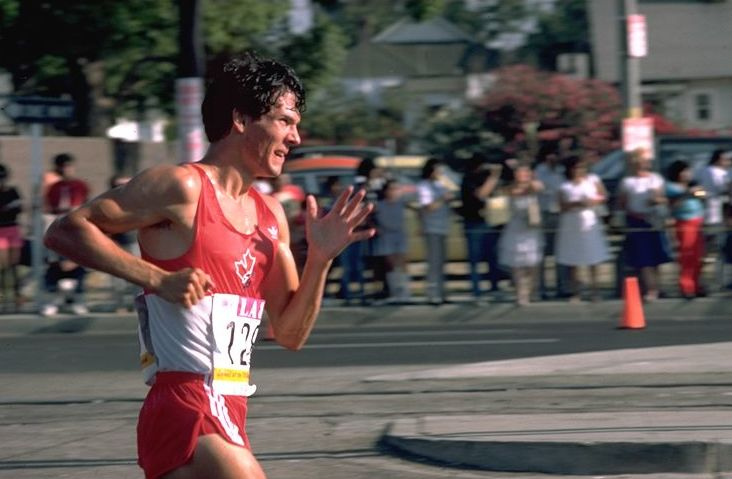
Dominique Guebey erreichte Platz achtzehn

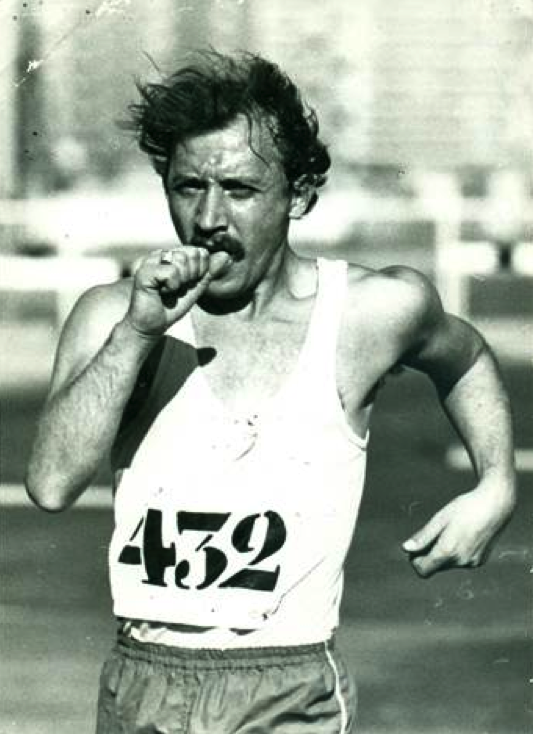
Agustín Jorba erreichte nicht das Ziel

2. September 1978, 16:00 Uhr
| Platz | Name                | Nation           | Zeit (h)     |
| ----- | ------------------- | ---------------- | ------------ |
| 1     | Jorge Llopart       | Spanien          | 3:53:29,9 CR |
| 2     | Weniamin Soldatenko | Sowjetunion      | 3:55:12,1    |
| 3     | Jan Ornoch          | Polen            | 3:55:15,9    |
| 4     | Otto Bartsch        | Sowjetunion      | 3:53:27,7    |
| 5     | Wiktor Dobrowski    | Sowjetunion      | 3:57:26,7    |
| 6     | Vittorio Visini     | Italien          | 3:57:42,8    |
| 7     | Sandro Bellucci     | Italien          | 3:58:25,9    |
| 8     | Olaf Pilarski       | DDR              | 4:00:03,8    |
| 9     | Mathias Kroel       | DDR              | 4:00:11,9    |
| 10    | Mario Kreber        | DDR              | 4:01:03,7    |
| 11    | Bengt Simonsen      | Schweden         | 4:03:34,6    |
| 12    | Gerhard Weidner     | BR Deutschland   | 4:04:01,9    |
| 13    | Hans Binder         | BR Deutschland   | 4:04:12,4    |
| 14    | Ján Dzurňák         | Tschechoslowakei | 4:04:40,0    |
| 15    | Paolo Grecucci      | Italien          | 4:05:46,8    |
| 16    | Ladislav Vitéz      | Tschechoslowakei | 4:07:55,8    |
| 17    | Lennart Lundgren    | Schweden         | 4:09:54,7    |
| 18    | Dominique Guebey    | Frankreich       | 4:09:57,0    |
| 19    | László Sátor        | Ungarn           | 4:10:22,4    |
| 20    | Stig-Olaf Elofsson  | Schweden         | 4:12:39,1    |
| 21    | Seppo Immonen       | Finnland         | 4:16:52,5    |
| 22    | Cornel Patusinschi  | Rumänien         | 4:23;26,9    |
| 23    | Ian Richards        | Großbritannien   | 4:27:09,3    |
| DNF   | David Cotton        | Großbritannien   |              |
| DNF   | Lars Ove Moen       | Norwegen         |              |
| DNF   | Gérard Lelièvre     | Frankreich       |              |
| DNF   | Lucien Faber        | Luxemburg        |              |
| DNF   | José Marín          | Spanien          |              |
| DNF   | Agustín Jorba       | Spanien          |              |
| DNF   | Reima Salonen       | Finnland         |              |
| DNF   | Bogusław Kmiecik    | Polen            |              |
| DNF   | Erling Andersen     | Norwegen         |              |
| DNF   | Jaromír Vaňous      | Tschechoslowakei |              |
| DNF   | Bohdan Bułakowski   | Polen            |              |
| DSQ   | Heinrich Schubert   | BR Deutschland   |              |
| DSQ   | Yancho Kamenov      | Bulgarien        |              |